# シハーブッディーン・ムハンマド
シハーブッディーン・ムハンマド（ペルシア語: شهاب‌ الدين محمد, ラテン文字転写: Shihāb al-Dīn Muhammad, 1149年 - 1206年3月15日）は、ゴール朝のガズナ政権の君主（在位：1173年 - 1206年）。ゴール朝の宗主ギヤースッディーン・ムハンマドの弟で、兄の死んだ1202年からはゴール朝全体（第7代）の君主（在位：1202年 - 1206年）ともなった。兄の生前からインド方面の経略をもっぱら担当し、北インドにおける史上最初のムスリム（イスラム教徒）による安定支配を樹立したシハーブッディーンは、インド史の文脈ではもっぱらムハンマド・ゴーリー（ペルシア語: محمد غوري, ラテン文字転写: Muhammad Ghārī）、すなわち「ゴールのムハンマド」という名で知られている。尊称（ラカブ）はムイッズッディーン（ペルシア語: معز الدين, ラテン文字転写: Mu'izz al-Dīn）とも称した。

## 生涯

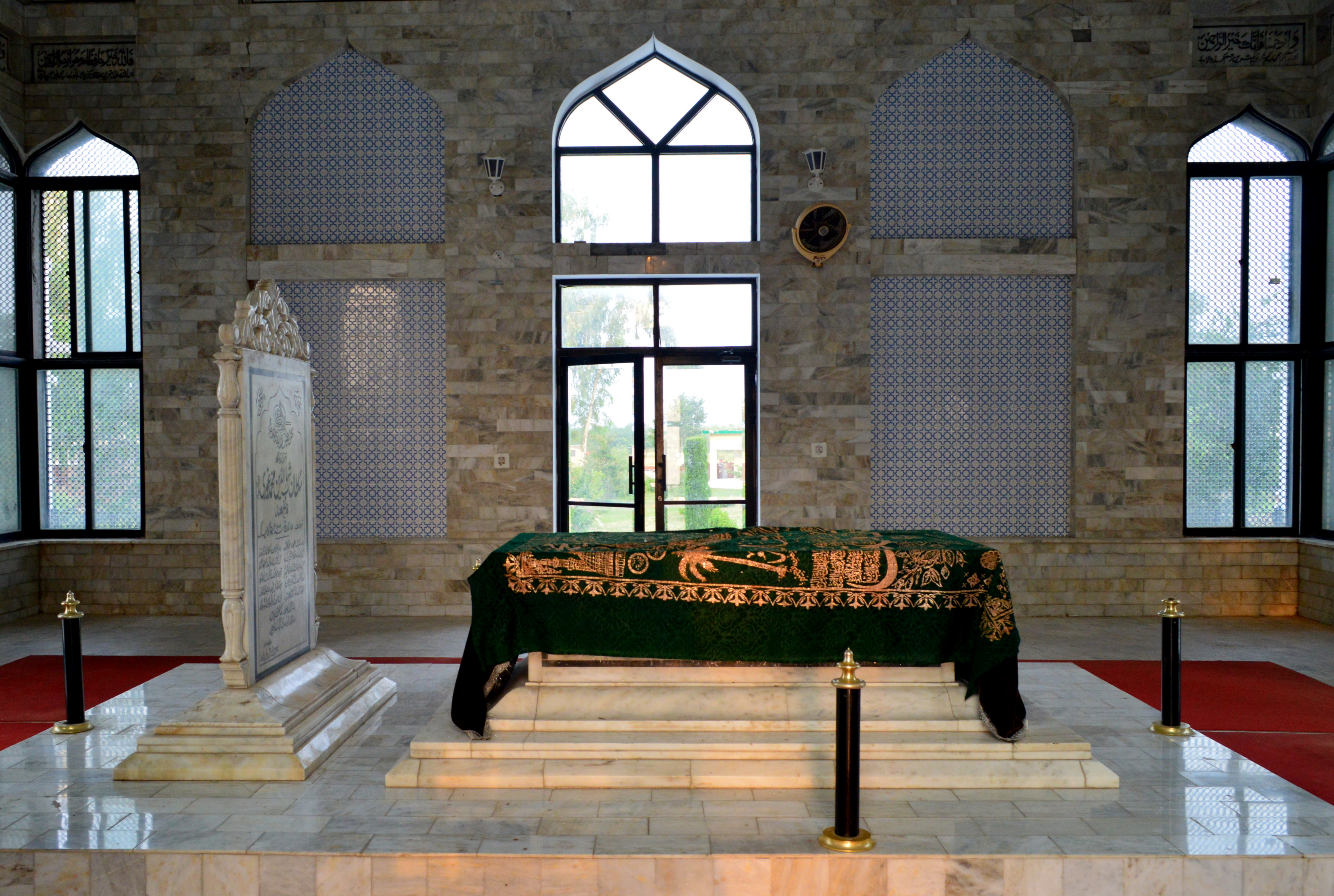
ムイッズッディーン・ムハンマドの廟（パキスタン・イスラム共和国ジェーラム県ソハワ・テシル）

1173年に兄ギヤースッディーンがガズナ朝の都ガズナを攻め落とした後、兄からガズナの支配を委ねられてゴール朝のガズナ政権を樹立した。シハーブッディーンは兄に従って主にゴール朝の南方への拡大を担い、1175年にはパンジャーブ地方に進出。1186年にパンジャーブ地方の都市ラホールに存続していたガズナ朝の残存勢力を完全に滅ぼした。
1191年からはラージプートの支配する北西インドへの侵攻を開始し、1193年にデリーまで勢力下に収めた後、アフガニスタン方面に戻って兄ギヤースッディーンのホラーサーン地方への進出を助けた。この間、インド方面を留守にしたシハーブッディーンに代わってベンガルまで進出し北インドの征服を進めたのがクトゥブッディーン・アイバクら腹心のマムルークたちであり、後の奴隷王朝自立への間接的な契機をつくった。
1203年にギヤースッディーンが死去すると、その本拠地であるホラーサーンに移り、兄の遺児に代わって全ゴール朝の宗主となるが、ギヤースッディーンと長年戦ってきたホラズム・シャー朝やカラキタイ（西遼）の反攻を受けて、ホラーサーンの大部分を奪われた。ホラーサーンを喪失したムハンマドは懸命にその奪還を図ったが成功せず、1206年にインド遠征の途上で陣没した。ゴール朝に敵対するホラーサーンのイスマーイール派（シーア派の一派）の放った刺客によって暗殺されたのだと言われる。

## 死後
死後、ゴール人、アフガン人、マムルークなどの部下たちが次々と自立し、急速に統一を失ったゴール朝はわずか9年後の1215年に滅亡することとなる。